# Jodie Taylor
Jodie Taylor es una davantera internacional des del 2014 amb Anglaterra, amb la qual ha jugat el Mundial 2015, on van guanyar el bronze.

## Trajectòria
| Temporades    | Club                 | Títols      | Selecció (fases finals) |
| ------------- | -------------------- | ----------- | ----------------------- |
| 02/03 - 03/04 | Tranmere Rovers      |             |                         |
| 2004 - 2008   | Oregon State Beavers |             |                         |
| 2006          | Boston Renegades     |             |                         |
| 2007 - 2008   | Ottawa Fury          |             |                         |
| 2009          | Pali Blues           | 1 Lliga     |                         |
| 10/11 - 11/12 | Melbourne Victory    |             |                         |
| 2011 - 2013   | Birmingham City      | 1 Copa      |                         |
| 2013          | Kopparbergs Göteborg | 1 Supercopa |                         |
| 13/14         | Sydney FC            |             |                         |
| 2014          | Washington Spirit    |             |                         |
| 2015          | Portland Thorns      |             | Mundial 2015 (3r lloc)  |
| 2016 - act.   | Arsenal FC           | 1 Copa      |                         |